# ألكسي تيريز بتي
ألكسي تيريز بتي (بالفرنسية: Alexis Thérèse Petit) هو فيزيائي فرنسي، ولد في 2 أكتوبر 1791 في فيزول في فرنسا، وتوفي في 21 يونيو 1820 في باريس في فرنسا بسبب سل.

## وصلات خارجية
- ألكسي تيريز بتي على موقع الموسوعة البريطانية (الإنجليزية)